# 關珮琳
關珮琳（Pauline Kwan Pui Lam，1978年—），曾為香港女童星。

## 生平
她於1986年開始參與電影演出，以《八喜臨門》及《富貴逼人系列》的演出最為人知曉。她於1994年退出娛樂圈。網上流傳說她因為當童星時曾批評周星馳沒有演技而被業界封殺。
網上還有流傳說她在國泰廣告部任職、也有說她任職摩根大通，關珮琳表示之前的確在國泰航空公司任職，不過是做人力資源部門，負責飛機師的面試，在國泰航空任職十年後，她想趁年輕仍然有勇氣和衝勁向外闖時決定辭職，目前在一間跨國律師行同樣負責人力資源管理，當初選擇這個行業是因為她喜歡接觸人、與人溝通，這個行業不斷有機會學習新事物，未婚的她對目前的工作和生活都很滿意。
關珮琳在2016年《明報周刊》2474期接受訪問透露2016年現職羅兵咸永道會計師事務所人力資源部，2016年香港電影金像獎「童聲．同戲」環節中，關珮琳和一班歷代童星在舞台前亮相。
現在很多網民將內地超級女聲比賽參賽者謝雅雯的相片誤認為關珮琳。

## 作品列表
- 魔翡翠 (1986年)
- 八喜臨門 (1986年)
- 富貴逼人 (1987年)
- 不是冤家不聚頭 (1987年)
- 秋天的童話 (1987年)
- 富貴再逼人 (1988年)
- 合家歡 (1989年)
- 單身貴族 (1989年)
- 富貴再三逼人 (1989年)
- 望夫成龍 (1990年)⋯⋯帶娣妺
- 豪門夜宴 (1991年)
- 富貴黃金屋 (1992年)
- 紙盒藏屍之公審 (1993年)
- 伴我同行 (1994年)